# Książęca wieczerza

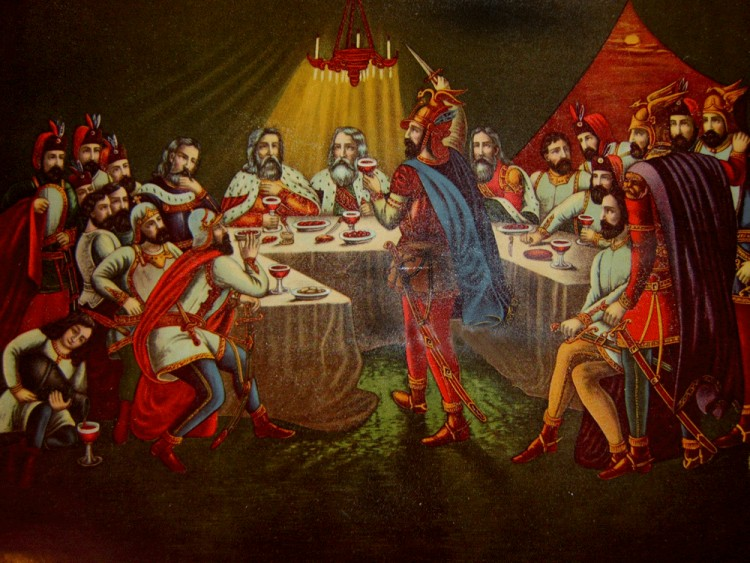
Adam Stefanović (1832-1887), Książęca wieczerza

Książęca wieczerza (oryg. serb. Кнежева вечера) – serbska epicka pieśń ludowa spisana po raz pierwszy przez Vuka Karadžicia.
Pieśń opisuje wieczerzę spożywaną przez Łazarza I Hrebeljanovicia w przeddzień bitwy na Kosowym Polu razem z półlegendarnymi głównymi dowódcami sił Serbów i ich sojuszników: Vukiem Brankoviciem, Milošem Obiliciem, Milanem Toplicą, Ivanem Kosančiciem oraz Jugiem Bogdanem i jego dziewięcioma synami. W czasie posiłku Łazarz zwraca się do Obilicia, sugerując, iż przewiduje, że ten następnego dnia zdradzi go i przejdzie do wojsk sułtana. Obilić oburzony zapowiada, że aby udowodnić fałszywość tych zarzutów, następnego dnia zabije sułtana. Stwierdza również, że prawdziwym zdrajcą jest Vuk Branković, którego ukarze, jeśli przeżyje bitwę.
Pieśń należy do najpopularniejszych utworów ludowych poruszających tematykę bitwy na Kosowym Polu i przyczyniła się do kreacji mitu cara Łazarza walczącego w obronie chrześcijaństwa i zdradzonego przez jednego z najbliższych towarzyszy oraz mitu nieustraszonego wojownika Obilicia. Scena wieczerzy przedstawiona w utworze stanowi wyraźne nawiązanie do Ostatniej Wieczerzy spożywanej przez Chrystusa razem z uczniami, spośród których jeden okazuje się zdrajcą.